# Allison Forsyth
Allison Forsyth (* 14. Oktober 1978 in Nanaimo, British Columbia) ist eine ehemalige kanadische Skirennläuferin. Sie erreichte in ihrer stärksten Disziplin, dem Riesenslalom, fünf Podestplätze im Weltcup und gewann die Bronzemedaille bei den Weltmeisterschaften 2003. Daneben startete sie zu Beginn ihrer Karriere auch im Slalom und später in den schnellen Disziplinen Super-G und Abfahrt. Im Training der Olympischen Winterspiele 2006 erlitt die achtfache Kanadische Meisterin schwere Verletzungen im linken Knie, von denen sie sich nicht mehr erholte und aufgrund derer sie zwei Jahre später ihren Rücktritt bekannt gab.

## Biografie
Forsyth war ab 1996 im Kader des Kanadischen Skiverbandes. Erste größere Erfolge erzielte sie im Nor-Am Cup in der Saison 1997/98, als sie zwei Slaloms und einen Riesenslalom gewann und die Slalomwertung für sich entschied. Bei Juniorenweltmeisterschaften verfehlte sie mehrmals nur knapp die Medaillenränge. 1997 wurde sie Vierte im Riesenslalom und 1998 Vierte im Slalom sowie im Riesenslalom. Die ersten Weltcuprennen fuhr sie im Dezember 1997. Regelmäßige Weltcupstarts folgten ab der Saison 1998/99, in der sie die ersten Weltcuppunkte gewann und zwei Top-20-Platzierungen erzielte. Bei den Weltmeisterschaften 1999 in Vail/Beaver Creek erreichte sie bereits den zehnten Platz im Slalom und Rang 16 im Riesenslalom. Schon im nächsten Winter gelang ihr der Anschluss an die absolute Weltspitze. Sie fuhr in sechs Weltcup-Riesenslaloms unter die schnellsten zehn und erreichte mit zwei zweiten Plätzen in Lienz und Cortina d’Ampezzo ihre ersten Podestplatzierungen, womit sie Fünfte im Disziplinenweltcup wurde.
Ähnlich gut verliefen die beiden nächsten Jahre, in denen sie in insgesamt neun Riesenslaloms unter die schnellsten zehn fuhr und jeweils einen Podestplatz (zweiter Rang in Cortina d’Ampezzo im Januar 2001 und zweiter Rang in Copper Mountain im November 2001) erreichte. Im Riesenslalomweltcup wurde sie in der Saison 2000/01 Achte und 2001/02 Neunte. Im Slalom gelangen ihr diese Ergebnisse nicht, aber sie konnte sich in dieser Disziplin mehrmals unter den besten 20 platzieren. Bei ihren anfangs seltenen Super-G und Abfahrtsrennen blieb sie noch ohne Weltcuppunkte. Bei den Weltmeisterschaften 2001 in St. Anton am Arlberg erreichte sie den sechsten und bei den Olympischen Winterspielen 2002 in Salt Lake City den siebten Platz im Riesenslalom. Im Slalom fiel sie beide Male im ersten Durchgang aus.
In der Saison 2002/03 verschlechterten sich Forsyths Weltcupresultate. Sie kam nicht über zwei achte Plätze hinaus und fiel auf den 19. Rang im Riesenslalomweltcup zurück. Dennoch feierte sie in diesem Winter den größten Erfolg ihrer Karriere, als sie bei den Weltmeisterschaften 2003 in St. Moritz hinter Anja Pärson und Denise Karbon die Bronzemedaille im Riesenslalom gewann. In dieser Disziplin war dies die erste kanadische WM-Medaille seit dem Sieg von Kathy Kreiner 1976.
Ab Mitte der Saison 2003/04 fuhr Forsyth keine Weltcupslaloms mehr, sondern startete neben dem Riesenslalom vermehrt im Super-G und ab 2005 auch in der Abfahrt – zunächst aber noch ohne Erfolg. Im Riesenslalom konnte sie weiterhin mit der erweiterten Weltspitze mithalten. Top-10-Resultate wurden allerdings seltener und auf das Podest fuhr sie nur noch einmal als Dritte des Riesenslaloms von Santa Caterina am 8. Januar 2005 – mehr als drei Jahre nach ihrem bis dahin letzten Podestplatz. Im Riesenslalomweltcup erzielte sie ab der Saison 2003/2004 immer Platzierungen um Rang 15. Ab der Saison 2004/05 konnte sie auch im Super-G punkten (ihre besten Ergebnisse in dieser Disziplin waren zwei 15. Plätze im Dezember 2004 in Lake Louise und im Januar 2006 in St. Moritz), bei den Weltmeisterschaften 2005 in Santa Caterina fiel sie allerdings im Super-G und im Riesenslalom aus. Im Januar 2006 erreichte sie auch in drei Weltcupabfahrten die Punkteränge, wobei ein 14. Platz in Bad Kleinkirchheim ihr bestes Ergebnis war.
Am 13. Februar 2006 kam Forsyth im zweiten Abfahrtstraining der Olympischen Winterspiele in Turin schwer zu Sturz. Sie erlitt einen Kreuzbandriss und weitere Verletzungen im linken Knie. Nachdem sie die gesamte nächste Saison pausiert hatte, trat sie im August 2007 in zwei Rennen des South American Cups an, verletzte sich aber im Training zum Weltcupauftakt der Saison 2007/2008 in Sölden erneut am Knie. Die Folgen der Verletzungen machten eine Rückkehr in den Spitzensport unmöglich und so gab sie im Juni 2008 ihren Rücktritt bekannt.

## Erfolge

### Olympische Winterspiele
- Salt Lake City 2002: 7. Riesenslalom

### Weltmeisterschaften
- Vail/Beaver Creek 1999: 10. Slalom, 16. Riesenslalom
- St. Anton 2001: 6. Riesenslalom
- St. Moritz 2003: 3. Riesenslalom, 30. Slalom

### Juniorenweltmeisterschaften
- Voss 1995: 34. Riesenslalom
- Hoch-Ybrig 1996: 14. Riesenslalom, 18. Slalom
- Schladming 1997: 4. Riesenslalom
- Megève 1998: 4. Slalom, 4. Riesenslalom

### Weltcup
- Saison 1999/2000: 5. Riesenslalomweltcup
- Saison 2000/01: 8. Riesenslalomweltcup
- Saison 2001/02: 7. Riesenslalomweltcup
- 5 Podestplätze und weitere 21 Platzierungen unter den besten zehn (alle im Riesenslalom)

### Nor-Am Cup
- Saison 1997/98: 1. Slalomwertung
- 15 Podestplätze, davon 6 Siege:

| Datum            | Ort               | Land   | Disziplin    |
| ---------------- | ----------------- | ------ | ------------ |
| 1. Januar 1998   | Waterville Valley | USA    | Slalom       |
| 4. Januar 1998   | Sugarbush         | USA    | Riesenslalom |
| 13. März 1998    | Bogus Basin       | USA    | Slalom       |
| 28. März 1999    | Mount Hood        | USA    | Slalom       |
| 1. April 1999    | Mount Bachelor    | USA    | Riesenslalom |
| 29. Februar 2004 | Panorama          | Kanada | Super-G      |

### Weitere Erfolge
- 8 kanadische Meistertitel (Riesenslalom 1997–2001; Slalom 1998 und 2000; Super-G 1999)
- 3 Podestplätze im Europacup
- 25 Siege in FIS-Rennen (ab 1994/1995)